# Gonçalo Mendes II de Sousa
Gonçalo Mendes II de Sousa (c.1170 - 25 de abril de 1243) foi um aristocrata português, tendo presenciado talvez a fase de maior independência da família face ao poder régio, por entre o auge do poderio senhorial que se fez sentir durante a fase final do reinado de Sancho II de Portugal. Foi uma das personagens mais destacadas do século XIII.

## Primeiros anos
Gonçalo Mendes era filho do conde Mendo Gonçalves I de Sousa e da sua consorte Maria Rodrigues Veloso. O conde era por sua vez filho do célebre Gonçalo Mendes I O Bom. Gonçalo Mendes (que recebeu o nome do avô) pertencia assim a uma das mais prestigiadas famílias aristocratas portuguesas dos séculos XII e XIII. Terá nascido por volta da década de 70 do século XII, uma vez que em 1192 era já adulto, assumindo pela primeira vez o cargo de Mordomo-mor.

### A ascensão na corte
Conta-se um Gonçalo de Sousa por entre os acompanhantes do infante Sancho na sua entrada pela Andaluzia, sendo mais provável que tenha sido este que o seu avô homónimo.
Desde 1186, com a nomeação do pai para o cargo de mordomo, a família de Sousa conhecera uma ascensão social sem precedentes, tornando-a talvez na primeira família aristocrata do reino, sendo também importante na construção da riqueza e património familiar, chegando o seu poder a suplantar as fronteiras dos seus domínios.
A morte do pai em 1192 levou Gonçalo, como primogénito, à chefia da casa e do seu património, então muito maior. A nomeação para o cargo de mordomo, o mais alto da cúria régia, nesse mesmo ano (figura nessa condição no foral de Sancho I a Ermelo, no Barroso), confirma a preferência de Sancho I de Portugal (que herdara do pai) por esta família, que se manteve sempre como apoiante da instituição régia, desde as primeiras revoltas de Afonso Henriques em 1128.
Gonçalo acumularia o alto cargo com tenências que entretanto também lhe tinham sido atribuídas, nomeadamente Basto e Celorico da Beira.
De uma escritura original da sé bracarense, de 1200, se sabe que, o infante Afonso adoeceu gravemente, e o rei foi prostrar-se em Basto sobre o túmulo de Santa Senhorinha, membro dos Sousas, rogando-lhe entre lágrimas e suspiros a saúde do infante, sob promessa de coutar à igreja da dita santa o território adjacente. Isto se cumpriu, mandando Sancho levantar os padrões por mão de Gonçalo Mendes, que era então princeps da terra.

## O testamento de Sancho I e o conflito sucessório
Entre 1209 e 1210, uma grave crise veio a abalar a aparente calma e paz na corte portuguesa. Sancho I entrou em conflito com os nobres de Entre Douro e Minho, e com os bispos do Porto e de Coimbra. Este conflito tinha a sua origem na definição de poderes, jurisdições e competências nos âmbitos senhorial e eclesiático, num reino ainda jovem e em formação. A aproximação ao Reino de Castela através do pacto matrimonial do seu filho, o infante Afonso e a infanta Urraca, filha de Afonso VIII de Castela e Leonor de Inglaterra, vinha perigar a influência de vários aristocratas portugueses, tendo a sua maioria relações próximas, propriedades e/ou interesses económicos no Reino de Leão, com especial destaque para a região galega, pelo que a maioria dos nobres portugueses olharam com receio para esta ingerência portuguesa em assuntos castelhanos. Entre eles estavam, claramente, Gonçalo Mendes e o seu primo, Gil Vasques de Soverosa, tendo este nclusivamente concertado matrimónio com uma anterior barregã do monarca, a galega Maria Aires de Fornelos, filha de Aires Nunes de Fornelos e Maria Pais de Bravães.
Nesse período, a instabilidade tomou conta da corte e do reino. Sancho não conseguia controlar os seus nobres, que na sua maioria o haviam abandonado. Apenas permaneceram junto a ele, além de Gil e Gonçalo, Martim Fernandes de Riba de Vizela e Lourenço Soares de Ribadouro, cuja família detinha uma especial relação com a monarquia desde o século anterior. Gil Vasques provavelmente apoiaria o primo, mas durante o período mais convulso da crise, preferiu ausentar-se da corte, onde não surge durante até dezembro de 1210.
Contudo, o problema que realmente se encontrava por detrás de toda esta tensão não eram querelas governativas, mas sim a sucessão do monarca. A crise intensificara-se, não só pelo agravamento da saúde do rei, mas também pela crescente intervenção política do infante Afonso, que não era ainda um herdeiro unânime. O infante era um homem afetado pela lepra desde cedo, e a sua saúde e a possibilidade de chegar ao trono e dar a continuidade desejada no trono foram sempre motivo de uma certa desconfiança entre entre os nobres nortenhos. Havia igualmente outros candidatos a considerar: o infante Pedro, irmão de Afonso, e o irmão bastardo de ambos, o infante Fernando Afonso, que deixara a chefia da Ordem do Hospital e regressara a Portugal em 1207, tendo sido assassinado pouco depois. Poderia também ser alvo de discussão a possível candidatura do infante leonês Fernando, neto de Sancho I, dado ser filho da  infanta Teresa, rainha de Leão até à anulação, em 1194, do seu matrimónio com Afonso IX de Leão, sendo Fernando um dos filhos do casal.

### Antecedentes: o testamento e a divergência nobiliárquica
Em 1209, Sancho I mandara lavrar testamento, segundo o qual dava às suas filhas, as infantas Teresa, Sancha e Mafalda, respetivamente, a posse dos castelos de Montemor-o-Velho,  Alenquer e Seia, com as respectivas vilas, termos, alcaidarias e rendimentos. Em outubro de 1210, e para resolver a instabilidade na corte, o monarca redige um segundo testamento, no qual nomeou, de forma inequívoca, o seu filho, o infante Afonso, como herdeiro do trono, mantendo os castelos e propriedades para as filhas e doando ainda aos filhos, os infantes Pedro e Fernando, uma soma de dinheiro. É possível, que, estando o rei tão doente, que Gil Vasques e o seu primo, Gomes Soares de Tougues tenham influído na decisão do monarca de nomear Afonso como herdeiro do trono e de afastar o poderoso infante Pedro da pretensão.
Para legitimar o testamento, Sancho I nomeou como seus testamenteiros Gonçalo Mendes e Martim Fernandes de Riba de Vizela, seu mordomo e alferes, respetivamente, e ainda o Arcebispo de Braga, o prior do Mosteiro de Santa Cruz de Coimbra e os mestres das Ordens do Templo e do Hospital, ficando, cada um dos seis, com uma cópia do testamento e com a missão de a guardar. Contudo, a instabilidade não pareceu acalmar, pelo que o monarca ainda ditou um documento que impunha que o herdeiro jurasse cumprir o testamento, apelando a Gonçalo Mendes II de Sousa, Gomes Soares de Tougues e a Lourenço Soares de Ribadouro (e provavelmente a outros nobres, como Pedro Afonso de Ribadouro e Gonçalo Soares), que, se o infante se recusasse a cumprir o testamento, os ditos deveriam recusar-se a entregar os castelos que tinham ao novo monarca, isto é, não lhe deveriam render vassalagem. 
Afonso II não concordou com o conteúdo do testamento e recusou-se a entregar os ditos castelos às irmãs, o que motivou violentos conflitos internos entre o rei e as suas irmãs Teresa, Mafalda, e Sancha. Afonso, tentando evitar a supremacia da influência dos nobres no seu governo, pretendia centralizar o seu poder, mas para isso incorria contra as irmãs e em último caso contra o testamento paterno, do qual os testamenteiros haviam sido encarregues de defender. Contudo, Gonçalo Mendes, grande companheiro de Sancho I, parece ter sido o único dos testamenteiros que de facto se dedicou a as suas últimas vontades de Sancho, empenhando-se em fazê-las cumprir e jurá-las solenemente. Assim é perfeitamente compreensível que Gonçalo Mendes tivesse defendido intensamente a posição das infantas, sobretudo nas terras onde dominava como tenente: Montemor-o-Novo, Sesimbra, Lisboa, Sintra, Torres Vedras, Abrantes e Óbidos, além das já referidas, inaugurando um período no qual os Sousas, firmes apoiantes da realeza portuguesa, se lhe opunham pela primeira vez.

### O conflito sucessório, 1211-1212

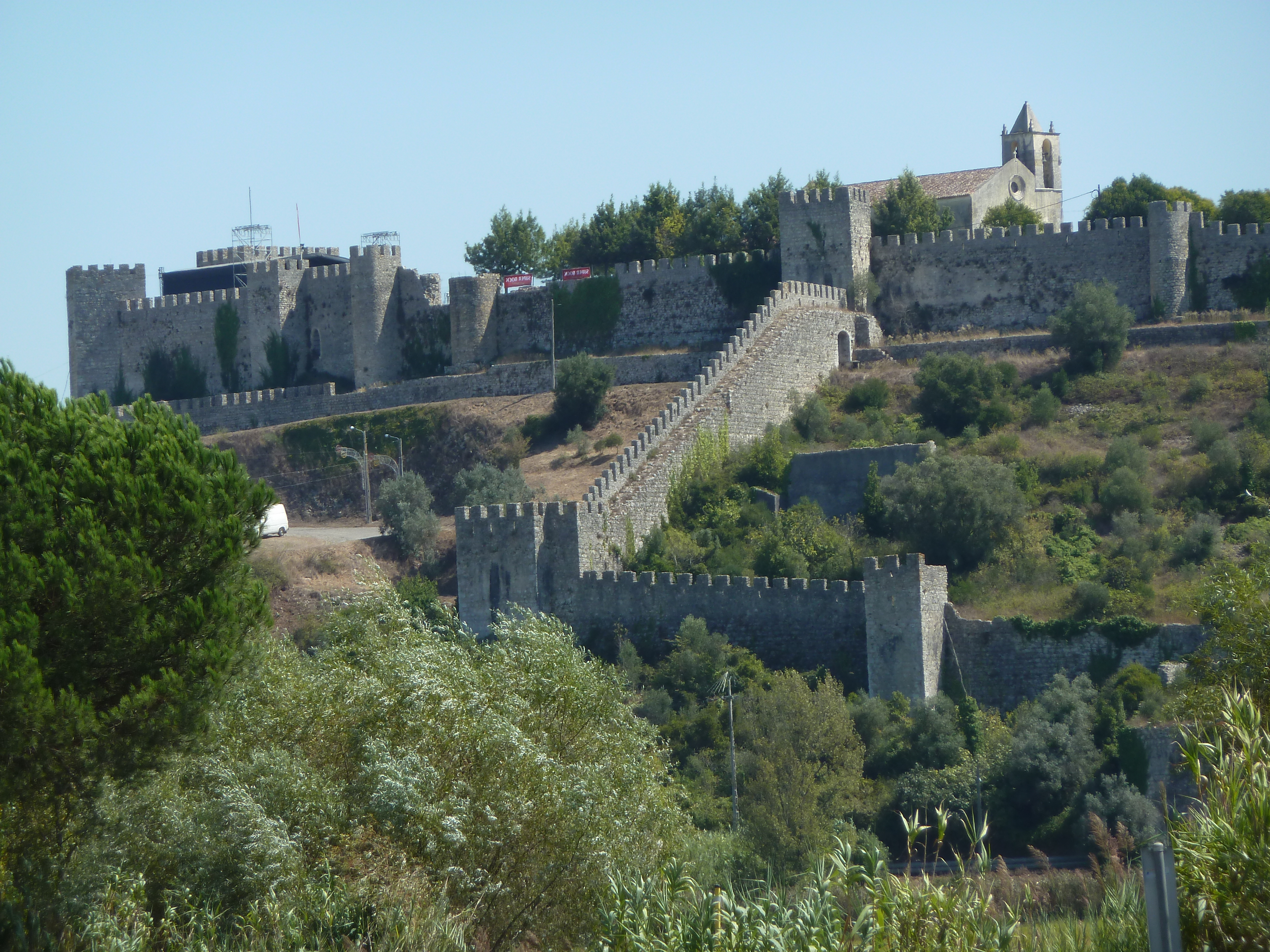
Castelo de Montemor-o-Velho, local de abrigo das irmãs de Afonso II de Portugal.

Entre abril e julho de 1211 celebrou-se em Coimbra as cortes que vieram a definir o ordenamento jurídico pretendido pelo novo monarca. O novo monarca bem tentava apaziguar os conflitos, mas novos conflitos latentes surgiam. Em junho desse ano, Gonçalo foi retirado do cargo de mordomo, e substituído pelo então alferes, Martim Fernandes de Riba de Vizela. Na alferesia foi nomeado um primo deste, Soeiro Raimundes de Riba de Vizela, rapidamente substituído por Martim Anes de Riba de Vizela, sobrinho do então mordomo. A saída de Gonçalo Mendes pôs fim à hegemonia dos Sousas na corte. Despeitado, e talvez até então receoso de se opor ao rei, Gonçalo Mendes encontrou neste ato a justificação para se assumir abertamente como dedicado defensor dos direitos das infantas irmãs do rei, e como acérrimo inimigo da política centralizadora de Afonso II.
O afastamento dos Sousas levou ao rompimento de Gil Vasques de Soverosa com a sua família materna, e ainda ao exílio de vários membros da família em outros reinos peninsulares. 
Em novembro de 1211, Afonso II cercou o fortíssimo e quase inexpugnável castelo de Montemor-o-Velho, na altura na posse da sua irmã, a infanta Teresa, e onde se encontravam também recolhidas as suas irmãs, Sancha e Mafalda. Teresa não hesitou em escrever ao seu ex-marido, Afonso IX de Leão, em busca de auxílio. 
Como resposta, Gonçalo Mendes sai, ainda em novembro, de Castrotarafe, liderando uma hoste de vinte e cinco cavaleiros em direção a Montemor-o-Velho, em defesa das infantas. As tropas reais, sob comando de Martim Fernandes de Riba de Vizela, e onde se encontrava também Gil Vasques de Soverosa, enfrentaram a hoste do Sousão em Coimbra. Os Livros de Linhagens contam que a batalha foi travada junto a uns terrenos pantanosos algures entre Coimbra e Montemor. Durante a batalha, Gonçalo constrangia Martim Fernandes a manter-se no pântano enquanto lutava, tendo o novo mordomo provavelmente falecido exangue devido às sanguessugas que o atacaram.
Pouco depois, Afonso II queixou-se ao Papa da atitude das irmãs, que albergavam no dito castelo de Montemor nobres que ele havia expulso do reino, além de vários outros nobres leoneses, para os quais armazenavam vitualhas e armas. 
Em março de 1212, Afonso IX de Leão, acompanhado do seu filho, o infante Fernando, do ex-cunhado, o infante Pedro de Portugal, e de Pedro Fernandes de Castro, cruza a fronteira portuguesa. Provavelmente estaria acompanhado também por Fernão Fernandes de Bragança, na altura em desavença com o rei de Portugal. Afonso IX ocupou rapidamente grande parte das regiões de Trás-os-Montes, Beira, o Alto Minho e sobretudo Coimbra. Esta invasão foi um golpe duro para Afonso II e os seus partidários, que perderam o controlo do Norte. Gonçalo Mendes de Sousa voltava, no entanto a recuperar as suas terras, às quais regressaria em 1217.
A primeira fase do conflito terminou com as tréguas de Coimbra, nas quais Afonso IX de Leão defendia os interesses da ex-esposa, a infanta Teresa e do ex-cunhado, o infante Pedro, e Afonso VIII de Castela defendia os interesses do genro, Afonso II. A trégua destinava-se, sobretudo, a proteger a integridade e os bens de cada um dos litigantes do acordo ante o ataque dos respetivos inimigos, não importando onde se encontrassem no momento do ataque.
Este conflito seria resolvido com intervenção do Papa Inocêncio III; o rei indemnizaria as infantas com uma soma considerável de dinheiro, e a guarnição dos castelos foi confiada a cavaleiros templários, mas era o rei que exercia as funções soberanas sobre as terras e não as infantas.

## Regresso e florescimento cultural

### Novo conflito com Leão e a ocupação de Martim Sanches
Em 1219, estalou novo conflito bélico com Afonso IX, provavelmente relacionado com a querela do rei de Portugal com o arcebispo de Braga. O rei leonês invadira Chaves, mas não foi duradouro, dado que se fez rapidamente uma trégua em Boronal, que deveria durar vinte anos. Entre as cláusulas do tratado, acordou-se que dez vassalos de cada monarca deveriam render vassalagem ao outro monarca: desta forma, João Fernandes de Lima, Fernão Fernandes de Bragança, Martim Sanches de Portugal, Garcia Gonçalves de Candamio, Pedro Pais Asturiano, Pedro Mendes Faião, Rodrigo Fernandes de Caldelas, Pedro Fernandes de Tiedra, Gil Manrique e Gil Fernandes deveriam render homenagem a Afonso II; por outro lado, Lourenço Soares de Ribadouro, Lopo Afonso de Baião, Ponço Afonso de Baião, Martim Anes de Riba de Vizela, Pedro Anes da Nóvoa, Martim Pires da Maia, Gonçalo Mendes II de Sousa, Gil Vasques de Soverosa, Fernão Peregrino (provavelmente Fernão Pires de Lumiares) e o chanceler Gonçalo Mendes deveriam render homenagem a Afonso IX. È talvez a primeira presença importante de Gonçalo Mendes desde o seu regresso do exílio, em 1217.
Uns meses depois, Martim Sanches de Portugal, na sequência da questão bracarense, intervém junto de Afonso IX de Leão para que doasse o couto de Ervedeiro, parte das terras de Limia que administrava, à Sé de Braga. O rei acedeu, mas a invasão do couto por parte de homens vimaranenses provocou novo conflito: Martim reuniu uma hoste de soldados e invadiu o Minho, devastando tudo à sua passagem, incitado provavelmente pelo Arcebispo de Braga, Estêvão Soares da Silva. 
Martim Sanches veio a encontrar o exército do monarca português em duas ocasiões: a primeira em Ponte de Lima, e a segunda perto do Mosteiro da Várzea. Junto a Afonso II encontravam-se grandes senhores, como o próprio Gonçalo, Gil Vasques de Soverosa e João Pires da Maia. Afonso II acabou por fazer retroceder o irmão rebelde definitivamente para Leão.

### Nova ascensão sob Sancho II
Afonso II deixara um herdeiro de treze anos, portanto ainda menor, no trono. Como se não bastasse, o infante Pedro deixava a ilha de Maiorca e regressava a Leão, com uma renovada esperança de conseguir o trono português. Em Portugal, os magnatas que acompanharam Afonso II continuavam ao lado do novo monarca. Os Sousas recuperaram o poder que tinham antes de serem expulsos do reino, reocupando cargos de destaque na corte e diversas tenências. Gonçalo consegue mesmo a mordomia, uma vez mais, em dezembro de 1224, mantendo-se depois na corte sem o cargo até 1226, e fica à frente do governo de várias tenências, sobretudo na região da Beira, herdadas, provavelmente, do cunhado, Lourenço Soares de Ribadouro. Há notícias de atos violentos durante o seu período de governo em Lamego.
Três meses depois da morte de Afonso II, em junho de 1223, Sancho II estabeleceu em Montemor-o-Velho um acordo com as suas tias pelo qual se punha fim ao conflito que grassava dentro da família desde 1211. Uma vez mais, aristocratas portugueses e leoneses estiveram envolvidos nas cláusulas do tratado: a infanta Teresa escolheu oito magnates e Sancho II outros oito: Pedro Anes da Nóvoa, João Fernandes de Lima e Rodrigo Mendes de Sousa haviam sido escolhidos por ambas as fações. 
Em 1225, com a chegada de João Fernandes de Lima, à corte, os Sousas são de novo afastados. Imitando o pai, Sancho II de Portugal voltara a afastar esta família do poder, após um breve período de auge no início do seu reinado, e prescinde do cargo de mordomo-mor, mantendo no entanto o fiel Martim Anes de Riba de Vizela no cargo de alferes-mor. Foram os primeiros grandes resultados da estratégia do primo de Gonçalo, Gil Vasques, que pretendia afastar a família de Sousa do poder para a substituir em poder e influência. A partir de 1229 este consegue mesmo a tenência de Sousa, que governa até 1236. Em 1231, o irmão de Gonçalo, Vasco Mendes de Sousa, vendia vários bens ao Mosteiro de Pombeiro para poder pagar os danos causados por um conflito que teria mantido com Gil Vasques, denotando o ainda patente conflito entre as duas linhagens. 

### Novas conquistas
Gonçalo acompanhou o novo monarca em novas batalhas contra os muçulmanos, com as suas hostes privativas e os cavaleiros de sua casa, pois esta era das mais opulentas de Portugal. Presenciou as tomadas de Elvas (24 de setembro de 1230), Arronches, Serpa e Aiamonte.
O seu irmão, Rodrigo Mendes de Sousa, que falecera por volta de 1230, havia deixado ao Mosteiro de Alcobaça a sua herdade da Ferraria, tirou-a Gonçalo àquela casa. Vindo a arrepender-se procurou compensar a usurpação doando-lhe a sua quinta de Barcarena, provavelmente por escrúpulos de consciência e temor de condenação. Encontrava-se nesta altura a caminho de Elvas e não pretendia desiludir o rei, pelo que se tentou redimir do seu "pecado".
Em Elvas, a comitiva do rei teria chegado tarde, uma vez que as tropas do infante D. Pedro já haviam tomado a cidade com o auxílio de freires portugueses e das tropas de Afonso IX de Leão. Porém tanto Elvas como Juromenha são entregues a Sancho II. No ataque a esta última, morreram Silvestre Pais, mordomo da sua casa, e Ermígio Peres, cavaleiro da mesma, com outros dela, em presença do rei.

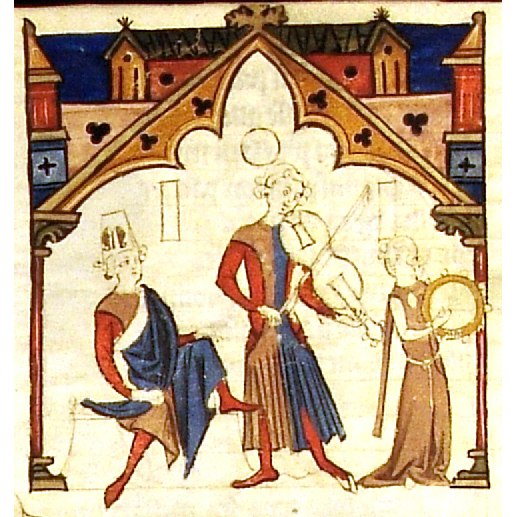
Trovadores, representados no Cancioneiro da Ajuda.

### O patrocínio da cultura
A família de Sousa seria a maior patrocinadora da trovadorismo, e o próprio Gonçalo estava ligado a variados trovadoresː o seu irmão, Garcia Mendes II, os sobrinhos Gonçalo Garcia e Fernão Garcia, e um seu genro, Afonso Lopes de Baião. O trovador D. Abril confirma uma doação de Gonçalo Mendes II, que ainda arma cavaleiro Gonçalo Gomes de Briteiros, irmão do trovador Rui Gomes de Briteiros.
O ambiente geralmente régio em que se centrava esta atividade deparava-se em Portugal com um ambiente mais senhorial, que era o que de facto recebia e fazia florescer o trovadorismo, na língua vernácula (galego-português), em oposição à preferência da cúria régia pelo latim tradicional que continuava a manifestar-se em documentos desta proveniência.

### Problemas matrimoniais
Gonçalo casara com Teresa Soares, filha de Soeiro Viegas de Ribadouro (por sua vez filho de Egas Moniz (IV) de Ribadouro o Aio e Ouroana) e Sancha Bermudes de Trava (por sua vez filha de Bermudo Peres de Trava e de Urraca Henriques, infanta de Portugal, irmã de Afonso Henriques). Era portanto irmã do Lourenço Soares a quem se opusera indiretamente no conflito sucessório, uma vez que este apoiara o rei.
Desconhecendo-se as causas, mas havendo uma probabilidade de se dever às posições opostas do irmão e do marido, Teresa começou a enfrentar problemas no seu matrimónio, a tal ponto que, ainda durante o reinado de Sancho I ou Afonso II, Gonçalo terá duvidado da sua fidelidade: magoada pela desconfiança do marido, Teresa sujeitou-se voluntariamente a uma prova caldária, na presença da pessoa do rei, da qual felizmente saiu ilesa. Porém tal prova não a perdoou ao marido: apesar de este desejar a reconciliação, esta virou-lhe as costas, e nunca mais lhe quis falar e muito menos ver. Permaneceram separados durante o resto da sua vida, tendo Teresa entrado no Mosteiro de Arouca.

## Morte e posteridade

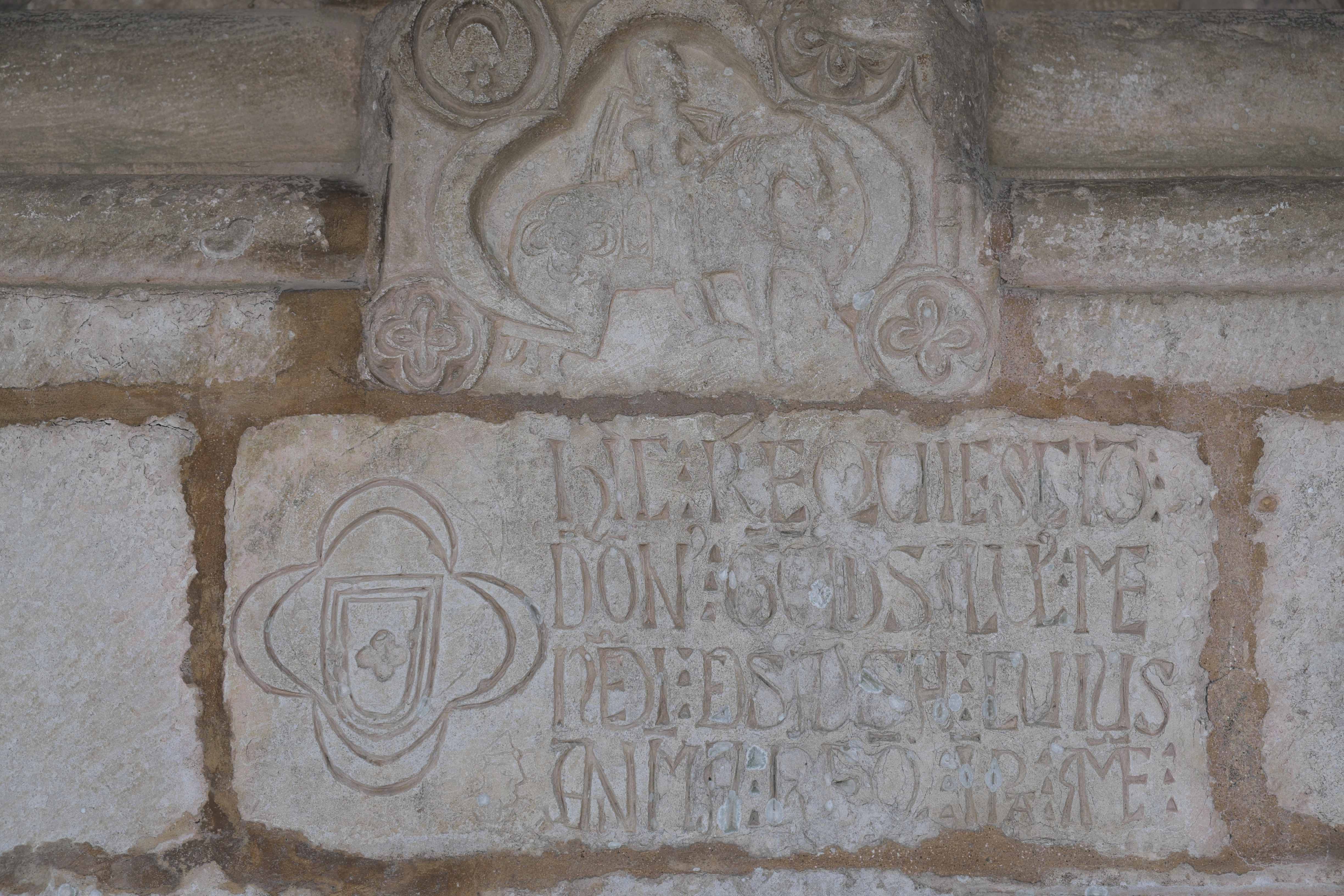
Túmulo de Gonçalo Mendes em Alcobaça

Já de idade avançada (contaria sensivelmente com 55 ou 60 anos), Gonçalo começa a preparar a sua redenção por todas as injustiças e maus atos que fizera no passado. Pouco depois da batalha faz doações ao Mosteiro de Pombeiro, ligado à sua linhagem.
Gonçalo viria a falecer a 25 de abril de 1243, tendo sido sepultado na abadia de Alcobaça.. O seu único herdeiro, Mendo Gonçalves, falecera provavelmente antes dele (talvez por volta de 1231), pelo que os seus bens foram divididos entre as suas filhas e os seus sobrinhos. Também não deixaria a sua esposa de lado no testamento, mesmo vivendo separado dela.
O ambiente na corte pioraria após a sua morte; Sancho II revelar-se-ia apoiante da política do pai, mas não a consegue pôr em prática, pois os nobres que o influenciaram no início do reinado começaram a provocar várias atrocidades contra as populações, gerando-se uma sensação generalizada de insegurança, agravada pelo facto de o rei deixar de cumprir as obrigações que protegem o povo. Desta forma há imensas notícias de povoações que entregam a sua segurança ao nobre ao invés do rei. Mais do que nunca, o rei rebaixava-se ao primeiro entre pares. O constante descontentamento das várias classes levou a que o Papa Inocêncio IV o declarasse incapaz e o depusesse formalmente, gerando-se uma guerra que opôs o rei ao conde Afonso de Bolonha, seu irmão, apoiado pelo Papa. A vitória de Afonso e a sua ascensão ao trono viria a mudar o ambiente de tensão que Gonçalo Mendes teria talvez vivido no final da sua vida.

## Casamento e descendência
Gonçalo Mendes II desposou Teresa Soares de Ribadouro (m. depois de 1243), de quem se separou entre 1211 e 1223. O casal teve a seguinte descendênciaː
- Mendo Gonçalves II de Sousa, serviu o exército régio e está atestado em 1223, podendo ter falecido ainda em vida do pai. Casa com Teresa Afonso Teles, de quem tem Maria Mendes I de Sousa;[26]
- Mor Gonçalves de Sousa (m. 7 de setembro de 1283[27]), casou com Afonso Lopes de Baião;[28]
- Maria Gonçalves de Sousa, não casou;[28]
- Sancha Gonçalves de Sousa, freira no Mosteiro de Arouca.[28]